# SpVg Frechen 20
Die SpVg Frechen 20 (offiziell: Spielvereinigung Frechen 1920 e. V.) ist ein Sportverein aus Frechen im Rhein-Erft-Kreis. Die erste Fußballmannschaft spielte zwei Jahre in der damals drittklassigen Amateuroberliga Nordrhein und nahm einmal am DFB-Pokal teil.

## Geschichte
Der Verein wurde im Jahre 1920 als Frechener Club für Rasenspiele gegründet und fusionierte 1927 (laut anderen Quellen bereits 1925) mit dem im Jahre 1923 gegründeten SV Frechen zur SpVg Frechen 20. Im Jahre 2001 fusionierte die SpVg mit dem 1926 gegründeten CfR Buschbell zur SG Frechen 20/Buschbell. Diese Fusion wurde vier Jahre später wieder gelöst.
Sportlich erlebten die Frechener Ende der 1920er Jahre einen sportlichen Aufschwung, der den Verein 1930 in die zweithöchste Spielklasse brachte. Nach Kriegsende stiegen die 20er im Jahre 1947 in die seinerzeit zweitklassige Rheinbezirksliga auf, die zwei Jahre später in Landesliga Mittelrhein umbenannt und drittklassig wurde. 1953 wurden die Frechener Meister ihrer Staffel, unterlagen aber in den Endspielen um die Mittelrheinmeisterschaft dem SV Bergisch Gladbach 09. Im Jahre 1956 verpassten die 20er die neu geschaffene Verbandsliga Mittelrhein und spielten fortan nur noch viertklassig. Nach der Vizemeisterschaft 1960 hinter den Amateuren von Alemannia Aachen gelang ein Jahr später der Aufstieg.
Nach vierten Plätzen in den Jahren 1963 und 1965 erreichte die Mannschaft 1969 gar den dritten Platz. Ein Jahr später folgte der Abstieg in die Landesliga. Nach dem sofortigen Wiederaufstieg wurden die Frechener 1973 Meister der Verbandsliga dank einer Serie von 14 Siegen in Folge in der Rückrunde. Der Verein verzichtete jedoch auf die Teilnahme an der Aufstiegsrunde zur Regionalliga West und nahm stattdessen an der Amateurmeisterschaft teil. Dort schlug die Mannschaft im Achtelfinale zunächst Eintracht Nordhorn, scheiterte aber im Viertelfinale am Büdelsdorfer TSV. Die erfolgreiche Mannschaft zerbrach am Saisonende.
1975 stiegen die mit 400.000 Mark verschuldeten 20er aus der Verbandsliga ab. Drei Jahre später verpasste die Mannschaft zunächst den Wiederaufstieg, der 1979 gelang. Ein Jahr später gelang der Durchmarsch in die Oberliga Nordrhein und die Qualifikation für den DFB-Pokal 1980/81. Dort schlugen die 20er zunächst den DSC Wanne-Eickel mit 3:1, um dann in der zweiten Runde mit 1:3 gegen den Bünder SV zu verlieren. 1982 folgte der Abstieg aus der Oberliga. Beim Meister BV Lüttringhausen mussten die 20er eine 0:9-Niederlage einstecken. Fünf Jahre später ging es hinunter in die Landesliga.
Dort folgte nach zwei Vizemeisterschaften 1991 die Rückkehr in die Verbandsliga, wo die 20er auf Anhieb Vizemeister wurden. Doch für den Verein brachen Fahrstuhljahre an. 1996 ging es erneut hinab in die Landesliga, wo der direkte Wiederaufstieg gelang. Finanzielle Probleme sorgten dafür, dass die Mannschaft während der Verbandsligasaison 1998/99 zurückgezogen werden musste. Es folgten zwei Abstiege in Folge, so dass die Frechener im Jahre 2001 in der Kreisliga spielen mussten. Nach drei Jahren gelang die Rückkehr, ehe 2007 der erneute Abstieg in die Kreisliga folgte.
Eine neue Ära begann 2008 unter dem Vorstand Heinz Maubach, Andreas Ploch und Geschäftsführer Martin Wolf. Mit Trainer Micha Skorzenski und dem Sportlichen Leiter Sahin Yildirim gelang 2009 der Wiederaufstieg in die Bezirksliga. In der Saison 2013/14 wurde die Spielvereinigung Bezirksligameister und stieg in die Landesliga auf. Die folgende Spielzeit beendeten die Zwanziger auf dem 3. Tabellenplatz; erst durch eine 1:2-Auswärtsniederlage beim SV Breinig am letzten Spieltag wurde der direkte Durchmarsch in die Mittelrheinliga verpasst. Zum Saisonende verließ Cheftrainer Micha Skorzenki die Spielvereinigung nach insgesamt sechs Jahren und ging zum Regionalligisten FC Kray. 2018 gelang der Aufstieg in die Mittelrheinliga.

## Persönlichkeiten
- Matthias Brücken
- Reiner Calmund
- Günther Glomb
- Heinz-Josef Kehr
- Frank Kayser
- Karl Lambertin
- Stephan Lämmermann
- Fritz Pott
- Wolfgang Rausch
- Heinz Simmet
- Gerd Strack
- Herbert Widmayer
- Markus Wulftange